# Giuseppe Reina
Giuseppe Reina (Unna, 15 april 1972) is een Duits-Italiaans voormalig voetballer die als aanvaller speelde.
Reina kwam via Königsborner SV in het profvoetbal waar hij doorbrak bij SG Wattenscheid 09 en Arminia Bielefeld. Met Borussia Dortmund won hij in 2002 de Bundesliga en werd de finale van de UEFA Cup 2001/02 verloren. Ook kwam Reina uit voor Hertha BSC en hij besloot zijn loopbaan in 2006 bij Sportfreunde Siegen.

## Erelijst
Arminia Bielefeld
- 2. Bundesliga

1999